# William Cavendish (1720-1764)
William Cavendish, 4e hertog van Devonshire (8 mei 1720 - Spa, Zuidelijke Nederlanden, 2 oktober 1764), hoffelijkheidstitels: Lord Cavendish (1720-1729) en markies van Hartington (1729-1755), was een Brits politicus die behoorde tot de Whig-partij. Hij was een korte periode eerste minister van Groot-Brittannië.

## Levensloop

### Jonge jaren en huwelijk
Hij was de oudste zoon van William Cavendish, de derde hertog van Devonshire en Catherine Hoskins. Hij werd oorspronkelijk thuis onderwezen, net zoals vele jonge aristocraten in deze periode, waarna hij naar Frankrijk en Italië werd gestuurd om daar zijn onderwijs te voltooien.
In 1741 werd hij met de steun van zijn vader voor Derbyshire verkozen tot lid van het House of Commons. Net als zijn vader steunde hij de Whigs en steunde premier Robert Walpole, toen diens bewind bijna ten einde was. Nadat Walpole begin 1742 ontslag nam, koos Devonshire binnen de Whigs de zijde van Henry Pelham, zijn broer Thomas Pelham-Holles en de graaf van Hardwicke. Hij steunde hen in hun succesvolle strijd tegen Lord John Carteret, die daarna aan de kant werd geschoven door koning George II.
In maart 1748 trad Devonshire in het huwelijk met Charlotte Elizabeth Boyle, barones Clifford (1731-1754) de dochter en erfgenaam van de 3e graaf van Burlington, Richard Boyle, een beroemde architect en kunstverzamelaar. Na de dood van haar vader eind 1753 werden de Devonshires de eigenaren van Chiswick House en Burlington House in Londen, Bolton Abbey en Londesborough Hall in East Riding of Yorkshire en Lismore Castle in County Waterford, Ierland. De hertog huurde Capability Brown in om de tuinen en parken van Chatsworth House, zijn hoofdresidentie, te herinrichten en te verbouwen, en James Paine om nieuwe paardenstallen te bouwen.
William en Charlotte kregen vier kinderen:
- William (14 december 1748 - 29 juli 1811), 5e hertog van Devonshire.
- Dorothy (1750 - 1794) trad in het huwelijk met William Cavendish-Bentinck.
- Richard (19 juni 1752 - 7 september 1781)
- George Augustus (31 maart 1754 - 4 mei 1834) huwde met Elizabeth Compton.

Devonshire erfde ook grote stukken land in Yorkshire en Ierland, waardoor hij meer politieke invloed kon uitoefenen over de parlementsverkiezingen in deze streken.

### Politieke loopbaan
In juni 1751 stapte Devonshire als Baron Cavendish over naar het House of Lords. Hetzelfde jaar werd hij Master of Horse in het koninklijke huishouden. Om de band tussen regering en hof in deze tijd erg sterk was, mocht hij hierdoor regeringsvergaderingen bijwonen. Na de dood van premier Henry Pelham in 1754, bleef hij onder diens broer, de hertog van Newcastle, in de regering zetelen. In maart 1755 werd hij bevorderd tot luitenant van Ierland. In die periode waren er in de Ierse politiek politici die voor de Britse regering waren en politici die meer Ierse autonomie wilden. Devonshire was zelf een Ierse landeigenaar en had zowel banden met Ieren en Britten, door zijn huwelijk met een Britse en zijn vriendschap met enkele belangrijke Ieren. Als luitenant vermeed hij om zich te mengen tussen de conflicten die boven kwamen drijven bij de benoeming van hoge rechters, die Ierland moesten besturen in geval van afwezigheid van de luitenant. In december 1755 overleed zijn vader, waarna hij de vierde hertog van Devonshire werd.
Ondertussen brak er in Groot-Brittannië politieke crisis uit na het uitbreken van de Zevenjarige Oorlog en het verlies van het eiland Minorca aan Frankrijk. Premier Newcastle werd in november 1756 gedwongen om ontslag te nemen, waarna Devonshire en William Pitt de Oudere de opdracht kregen om een nieuwe regering te vormen. Devonshire hoopte om net zoals in Ierland de verdeeldheid tegen te gaan en mensen terug samen te brengen. Toch was al bekend dat het premierschap van Devonshire niet lang zou duren, aangezien Newcastle, Pitt de Oudere en koning George II dit afgesproken hadden. Daarna zou Newcastle terug premier worden. In april 1757 was het zover, aangezien koning George II wilde dat Newcastle terugkwam.
In de nieuwe regering werd Newcastle premier en minister van Financiën, terwijl Pitt de Oudere minister van Buitenlandse Zaken werd. Devonshire kreeg de functie Lord Chamberlain, waarmee hij de leiding van het koninklijke huishouden in handen kreeg. Toch kon hij de ministerraad blijven bijwonen. In mei 1762 nam Newcastle ontslag als premier na conflicten over de manier van oorlogsvoering. John Stuart, Lord Bute, die een sterke invloed uitoefende op de nieuwe koning George III, werd de nieuwe premier. Devonshire weigerde echter om ontslag te nemen als Lord Devonshire, waarna hij in november 1762 aan de kant werd geschoven. In oktober 1764 overleed hij in Spa, waar hij wegens gezondheidsproblemen kwam kuren.

## Trivia
- William Cavendish is een van slechts drie Britse premiers die buiten de Britse Eilanden werd geboren. De andere zijn de in Canada geboren Andrew Bonar Law en de in New York geboren Boris Johnson.